# Сибасаки, Ко
Ко Сибасаки (яп. 柴咲 コウ Сибасаки Ко:, урождённая Ямамура Юкиэ (яп. 山村幸恵); род. 5 августа 1981, Токио) — японская актриса и певица.

## Биография
Настоящее имя — Юкиэ Ямамура (Ко Сибасаки — это главный персонаж её любимой манги). Она начала свою карьеру в 14 лет, работала во многих телешоу и рекламе. Известность к ней пришла после съёмок в фильме «Королевская битва».
Считается одной из самых красивых японских актрис.

## Фильмография
1. Мальчик и птица (Kimitachi wa Dō Ikiru ka) (2023) Кирико/Kiriko (озвучивание)
2. Глава клана Наотора (2017)
3. 47 ронинов (2013)
4. Девушка из Шаолиня (2008) Рин Сакуразава/Rin Sakurazawa
5. Yôgisha X no kenshin (2008)
6. Кулак Северной звезды 3 (Shin kyûseishu densetsu Hokuto no Ken: Raô den — Gekitô no shô) (2007)
7. Дороро (Dororo) (2007) роль вора, Дороро
8. Галилео (сериал) (Garireo) (2007) Каори Уцуми/Kaoru Utsumi
9. Maiko haaaan!!! (2007) Фучико Осава/Fujiko Osawa
10. Кулак Северной Звезды (Shin kyûseishu densetsu Hokuto no Ken: Raô den — Jun’ai no shô) (2006) Рейна/Reina
11. Звезда префектуры (Kenchô no hoshi) (2006)
12. Гибель Японии (2006)
13. Воспоминания о Мацуко (Kiraware Matsuko no isshô) (2006)
14. Замок Химико (Mezon do Himiko) (2005)
15. По следам Джейка (Densetsu no wani Jeiku) (2004)
16. Оплакивая любовь в самом центре мира (Sekai no chûshin de, ai o sakebu) (2004)
17. Orenji deizu (сериал) (2004)
18. Один пропущенный звонок (Chakushin ari) (2003)
19. Good Luck!! (сериал) (2003)
20. Саундтрек (Soundtrack) (2002)
21. И миллион звезд падает с небес (сериал) (Sora kara furu ichioku no hoshi) (2002)
22. Драйв (2002) Сакаи Сумири/Sakai Sumire
23. Yomigaeri (2002)
24. Пугало (Kakashi) (2001) Изуми Миямори/Izumi Miyamori
25. Иди (Go Sakurai, Tsubaki) (2001)
26. Kewaishi (2001)
27. Hashire! Ichiro (2001)
28. Токийский расклад (Dong jing gong lüe) (2000)
29. Токийская мусорщица (Tokyo gomi onna) (2000)
30. Королевская битва (2000) Мицуко Сома/Mitsuko Souma
31. Драйв (1997) Сакаи Сумири/Sakai Sumire
32. Smap x Smap (сериал) (1996)

## Дискография
Сибасаки дебютировала в музыкальной индустрии в 2002 году с синглом «Trust My Feelings», который был одним из самых успешных хитов J-Pop 2003 года. Её первый альбом достиг 2 места и провел 68 недель в хит-параде Oricon.

### Альбомы
1. Mitsu (яп. 蜜 Мицу) — 11 февраля 2004 года, #2 (440 540 проданных копий)
2. Hitori Asobi (яп. ひとりあそび Хитори асоби) — 14 декабря 2005 года, #4 (113 063 проданных копий)
3. Kiki♥ (яп. 嬉々♥ Кики) — 25 апреля 2007 года, #3 (119 975 проданных копий)
4. Single Best (альбом-компиляция) — 12 марта 2008 года, #1 (558 523 проданных копий)
5. The Back Best (альбом-компиляция) — 12 марта 2008 года, #3 (68 897 проданных копий)
6. Love Paranoia — 18 ноября 2009 года, #2 (золотой сертификат)
7. Love&Ballad Selection (альбом-компиляция) — 30 июня 2010 года, #10 (золотой сертификат)
8. Circle Cycle — 18 мая 2011 года, #3
9. Lyrical*Wonder (яп. リリカル*ワンダー Ририкару ванда:) — 12 декабря 2012 года, #20
10. Kou Utau (яп. こううたう Ко: утау) (альбом каверов) — 17 июня 2015 года, #12
11. Zoku Kou Utau (яп. 続こううたう Дзоку ко: утау) (альбом каверов) — 20 июля 2016 года, #10

### Синглы
1. «Trust My Feelings» (24 июля 2002 г.)
2. «Tsuki no Shizuku» (яп. 月のしずく) — подписана как RUI, записан для фильма «Воскрешение[англ.]» (15 января 2003 г.)
3. «Nemurenai Yoru wa Nemuranai Yume wo» (яп. 眠レナイ夜ハ眠ラナイ夢ヲ) (4 июня 2003 г.)
4. «Omoide dake de wa Tsurasugiru» (яп. 思い出だけではつらすぎる) (3 сентября 2003 г.)
5. «Ikutsuka no Sora» (яп. いくつかの空) (14 января 2004 г.)
6. «Katachi Aru Mono» (яп. かたちあるもの) (11 августа 2004 г.)
7. «Glitter» (16 февраля 2005 г.)
8. «Sweet Mom» (5 октября 2005 г.)
9. «Kage» (яп. 影) (15 февраля 2006 г.)
10. «Invitation» (9 августа 2006 г.)
11. «Actuality» (6 декабря 2006 г.)
12. «At Home» (21 февраля 2007 г.)
13. «Hitokoi Meguri» (яп. ひと恋めぐり) (28 марта 2007 г.)
14. «Prism» (яп. プリズム) (30 мая 2007 г.)
15. «KISSshite» (яп. KISSして) — как Koh+ в коллаборации с Масахару Фукуямой (21 ноября 2007 г.)
16. «Yoku Aru Hanashi - Mofuku no Onna Hen» (яп. よくある話～喪服の女編～) (4 июня 2008 г.)
17. «Saiai» (яп. 最愛) — как Koh+ (1 октября 2008 г.)
18. «Kimi no Koe» (цифровой сингл, 13 сентября 2008 г.)
19. «Taisetsu ni suru yo» (яп. 大切にするよ) (4 марта 2009 г.)
20. «Rabaso~lover soul~» (яп. ラバソー～lover soul～) (16 сентября 2009 г.)
21. «Honto da yo» (яп. ホントだよ Хонто да ё) (4 апреля 2010 г.)
22. «Euphoria» (3 ноября 2010 г.)
23. «Mukei Spirit» (яп. 無形スピリット Мукэй супиритто) (9 февраля 2011 г.)
24. «Wish» (20 апреля 2011 г.)
25. «Strength» (14 марта 2012 г.)
26. «Another World» (13 июня 2012 г.)
27. «My Perfect Blue/Yukuyuku wa» (яп. My Perfect Blue/ゆくゆくは My Perfect Blue/Юкуюку ва) (31 октября 2012 г.)
28. «Love Searchlight» (яп. ラブサーチライト Рабу са:тирайто) (16 апреля 2014 г.)
29. «Aoi Hoshi» (яп. 蒼い星 Аой хоси) (27 августа 2014 г.)
30. «Yasei no Dōmei» (яп. 野性の同盟 Ясэй но до:мэй) (25 ноября 2015 г.)